# 弦楽四重奏曲第9番 (ショスタコーヴィチ)
弦楽四重奏曲第9番 変ホ長調 作品117 は、ドミートリイ・ショスタコーヴィチが1964年に作曲した弦楽四重奏曲である。初演は同年11月20日にベートーヴェン弦楽四重奏団によってモスクワで行われ、2番目の妻であるイリーナに捧げられた。

## 概要
ショスタコーヴィチは他の作曲家に比べ、自身の作品を改訂したり変更することはあまり無いタイプの作曲家であるが、本作はその中でも稀な例の一つであり、1964年に本作を作曲する以前に、1961年の秋に初稿となる作品を書いている。しかし、うつ病の悪化や自身の作品に対する自己批判などを原因として、一度完成させた作品の譜面を暖炉で燃やし破棄してしまっている。
最初の作品を破棄した後、3年がかりで新たに作曲し1964年5月28日に完成したのが本作であるが、初演を行ったベートーヴェン弦楽四重奏団の第1ヴァイオリニストであったドミトリー・ツィガノフ（Dmitri Tsyganov）は、最初に書かれた作品はショスタコーヴィチが子供の頃に作曲した主題に基づいており、その後作曲された作品（本作）とは完全に異なっていたと証言している。
2003年になって、破棄を免れた初版と見られるアレグレットの楽章（全体のスケッチと、一部完成したスコア）が発見されており、補筆・演奏されている。

## 曲の構成
全5楽章、演奏時間は約25分。全楽章は連続して演奏される。
- 第1楽章 モデラート・コン・モート
変ホ長調、4分の4拍子、ソナチネ形式。
- 第2楽章 アダージョ
嬰ヘ短調、2分の3拍子、三部形式。
- 第3楽章 アレグレット
嬰ヘ短調、2分の2拍子、複合三部形式。
- 第4楽章 アダージョ
変ホ短調、4分の4拍子、三部形式。
- 第5楽章 アレグロ
変ホ長調、4分の3拍子、ロンドソナタ形式。